# Love Equals Death
Love Equals Death ist eine Punkrock-Band, die 2003 im kalifornischen San Francisco gegründet wurde. Die Geburtsstunde der Band fand nach eigenen Angaben am Halloween-Abend statt.

## Geschichte
Die Band aus Petaluma in der Bay Area von San Francisco spielt abwechslungsreichen, melodischen Punkrock. Chon Travis war vorher Mitglied der Band „Loose Change“, Dominic Davi gründete Tsunami Bomb. John Rosser und Tonio Garcia-Romero kamen von der Band „26 MPH“ zu „Love Equals Death“. 
Nach der Gründung erschien die erste EP, 4 Notes on a Dying Scale Anfang 2004. Kurz danach verließ Rosser die Band, und Justin „Duffs“ Levine übernahm seinen Platz an der Gitarre. Die Gruppe spielte in Shows mit TSOL, Avenged Sevenfold und den Distillers. Bei einer der Veranstaltungen war „Fat Wrecks“ Labelchef Fat Mike (Bassist von „NOFX“) im Publikum. Er war schnell überzeugt von den Qualitäten der Gruppe und beschloss, mit ihnen zu arbeiten. 
Im August 2005 kam die EP The Hucklebuck bei ihrem alten Label Pop Smear Records auf den Markt. Unterwegs war die Band im Vorprogramm von Labelkollegen No Use for a Name, den Suicide Machines und Pennywise. Nebenher arbeiteten sie am Debütalbum, das unter dem Titel Nightmerica im März 2006 veröffentlicht wurde. Es besteht aus einem interessanten Mix aus Billy Idol und Oldschool-Punkrock.
2009 trennte sich die Band, 2019 fand sie wieder zusammen.
Im August 2024 starb Sänger Travis während einer Tournee der Band in einem Hotelzimmer im mittelenglischen Stafford.

## Diskografie
- 2004: 4 Notes on a Dying Scale (EP)
- 2005: The Hucklebuck (EP)
- 2006: Nightmerica (Album)